# 러시아 군사 종합 아카데미
러시아 군사 종합 아카데미 (Общевойсковая академия Вооруженных Сил Российской Федерации) 은 모스크바에 위치한 러시아의 가장 오래된 고등 군사 교육기관이다.

## 상세
소련 붕괴 이전의 "프룬제 군사 아카데미" (Военной академии имени М. В. Фрунзе) "와 "말리노프스키 기갑 군사학교" (Военной академии бронетанковых войск имени Р. Я. Малиновского), "샤포슈니코프 고급 지휘관 과정" (Высших офицерских курсов «Выстрел» имени Б. М. Шапошникова
) 을 통합하여 만든 기관이다. 옛 소련군이나 현재 러시아군의 고등장교의 교육을 위한 학교이며, 한국의 육군대학교와 기능이 유사하다. 여러 병과의 특화된 고급 전문 교육을 실시하고 있다.
프룬제 군사 아카데미는 러시아 내전이 한창이던 1918년 붉은 군대의 지휘관을 육성하기 위해 레닌의 명령에 의해 만들어졌다. 원래 명칭은 "참모 아카데미"였으나, 1921년에는 "붉은 군대 아카데미"로 이름을 바꾸었다. 1925년에는 그해 사망한 붉은 군대의 명지휘관이었던 프룬제의 이름을 따서 프룬제 군사 아카데미로 이름을 바꾸었다. 소련군의 고급 지휘관들은 대부분 이 학교 출신이다.

## 같이 보기
- 프룬제 아카데미아 출신 장교 쿠데타 모의 사건